# Parafia św. Antoniego Padewskiego w Wandowie
Parafia św. Antoniego Padewskiego w Wandowie – parafia rzymskokatolicka w Wandowie.
W 1925 r. przy prowizorycznie urządzonej kaplicy utworzona została parafia. Obecny kościół parafialny murowany, w stylu pseudobarokowym, został wybudowany w 1937 r. Parafia prowadzi księgi metrykalne od 1926.

## Zasięg parafii
Do parafii należą wierni z miejscowości: Germanicha. Grudź, Kamień, Kasyldów, Ksawerynów, Mysłów, Osiny, Teodorów, Wandów oraz Wnętrzne.